# (1096) Reunerta
(1096) Reunerta es un asteroide que forma parte del cinturón de asteroides y fue descubierto el 21 de julio de 1928 por Harry Edwin Wood desde el observatorio Union de Johannesburgo, República Sudafricana.

## Designación y nombre
Reunerta recibió inicialmente la designación de 1928 OB.
Posteriormente se nombró en honor de un amigo del descubridor.

## Características orbitales
Reunerta está situado a una distancia media del Sol de 2,602 ua, pudiendo acercarse hasta 2,1 ua. Tiene una inclinación orbital de 9,471° y una excentricidad de 0,1929. Emplea en completar una órbita alrededor del Sol 1533 días.